# Kevin Scarce
Kevin John Scarce (né le 4 mai 1952 à Adélaïde) est un officier de marine en retraite, et du 8 août 2007 au 7 août 2014 le 34e gouverneur d'Australie-Méridionale. 

## Biographie
Kevin John Scarce est né à Adélaïde en 1952 et s'est engagé dans la marine en 1968. Il a participé à la guerre du Viêt Nam.
En 1975, il épouse Elizabeth Anne Taylor. Ils ont deux enfants : Kasha (né en 1978) et Kingsley (né en 1980).